# Hormiops davidovi
Espèce
Hormiops davidovi est une espèce de scorpions de la famille des Hormuridae.

## Distribution
Cette espèce est endémique de la province de Bà Rịa-Vũng Tàu au Viêt Nam. Elle se rencontre dans les îles Côn Đảo sur Côn Son et Ba.

## Description
Les mâles mesurent de 27 à 37 mm et les femelles de 32 à 38 mm.

## Étymologie
Cette espèce est nommée en l'honneur de Constantin Dawydoff.

## Publication originale
- Fage, 1933 : Les Scorpions de l'Indochine française, leurs affinités, leur distribution géographique. Annales de la Société Entomologique de France, vol. 102, p. 25–35.